# Bianca Lawson
Bianca Jasmine Lawson (ur. 20 marca 1979 w Los Angeles) – amerykańska aktorka filmowa i telewizyjna.
Córka aktora Richarda Lawsona. Karierę aktorską rozpoczęła jako dziewięciolatka. Występowała w roli Megan Jones w serialu telewizyjnym Byle do dzwonka: Nowa klasa w latach 1993–94. Wystąpiła w filmach kinowych: W rytmie hip-hopu, Pledge This! i Łamiąc wszystkie zasady. Grała epizodyczne role w Pamiętniki wampirów jako Emily i w Słodkie kłamstewka jako Maya. Zagrała również w serialu Teen Wolf jako szkolny pedagog oraz jedna z istot nadprzyrodzonych.

## Filmografia

### Filmy
| Rok  | Tytuł                        | Rola              |
| ---- | ---------------------------- | ----------------- |
| 1998 | Barwy kampanii               | Loretta           |
| 2001 | W rytmie hip-hopu            | Nikki             |
| 2001 | Bones                        | Cynthia           |
| 2001 | Biesiada wszystkich świętych | Anna Bella Monroe |
| 2004 | Łamiąc wszystkie zasady      | Helen Sharp       |
| 2004 | Hotel umarlaków              | Kate              |
| 2006 | Poza kontrolą                | Mia               |
| 2009 | Killing of Wendy             | Brooke            |

### Telewizja
| Rok       | Tytuł                     | Rola                | Uwagi                                     |
| --------- | ------------------------- | ------------------- | ----------------------------------------- |
| 1994      | Moje tak zwane życie      | Third Bathroom Girl | Odcinek: „Pilot”                          |
| 1995–1996 | Jak dwie krople czekolady | Rhonda Coley        | Rola powracająca; 7 odcinków              |
| 1997-98   | Buffy: Postrach wampirów  | Kendra Young        | 3 odcinki                                 |
| 1997-99   | Inny w klasie             | Shirley/Tracy       | 2 odcinki                                 |
| 1999–2000 | Jezioro marzeń            | Nikki Green         | 4 odcinki                                 |
| 2002      | Napiętnowany              | Brandi Combs        | Odcinek: „Blind Witness"                  |
| 2004      | Babski oddział            | Marilynn Resiser    | Odcinek: „Play Ball"                      |
| 2009      | Kości                     | Albie               | Odcinek: „Fire in the Ice"                |
| 2009      | Tajemnica Amy             | Shawna              | Rola powracająca; 6 odcinków              |
| 2009-14   | Pamiętniki wampirów       | Emily Bennett       | Rola powracająca; 6 odcinków              |
| 2010-12   | Słodkie kłamstewska       | Maya St. Germain    | Główna rola (1 sezon); 22 odcinki         |
| 2010      | Nikita                    | Emily Robinson      | Odcinek: „The Guardian"                   |
| 2011      | American Horror Story     | Abby                | Odcinek: „Pilot”                          |
| 2012-14   | Teen Wolf                 | Marin Morrell       | Rola powracająca; 12 odcinków             |
| 2012      | Piękna i Bestia           | Lafferty            | Odcinek: „Trapped"                        |
| 2012      | Dwie spłukane dziewczyny  | Stacy               | Odcinek: „And the Silent Partner"         |
| 2014      | Czarownice z East Endu    | Eva/Selina          | Rola powracająca; 10 odcinków             |
| 2015      | Chicago PD                | Kylie Rosales       | Odcinek: „We Don't Work Together Anymore" |